# Fröhlicher Weinberg
Der Fröhliche Weinberg war eine volkstümliche Unterhaltungssendung, die von 1993 bis 2010 vom Südwestrundfunk und SR Fernsehen produziert und im Drei-Wochen-Rhythmus ausgestrahlt wurde.
Das Format war eine Idee von Wolfgang Junglas. Ende 1993 entwickelte er das Konzept für die Sendung und entdeckte Ulrike Neradt für das Fernsehen. Von 1993 bis 2005 betreute er 125 Folgen dieses Formats. Ulrike Neradt war von 1994 bis 2007 an der Seite von Johann Lafer (1993 bis 2006) Moderatorin der Sendung. Ab 22. Juni 2007 moderierte Marc Marshall, Sohn des Schlagersängers Tony Marshall, die Sendung. Die Sendung wurde im Mai 2010 zu Gunsten des neuen Formates SWR auf Tour eingestellt.
Frank Golischewski war als ständiger Pianist und Song-Autor für die Sendung engagiert. Zusammen mit der „Weinberg-Band“ begleitete er Marshalls Live-Gesang. Von 2007 bis 2010 wurde die "Weinberg-Band" von Adrian Werum geleitet. Am Schlagzeug spielte Peter Lübke, am Bass Christian von Kaphengst. In den ersten Jahren trat Heinz Meller in der Rolle des Kellners „Herr Babbelnit“ auf.
Bei der Aufzeichnung der Sendung bildete neben der Musik und dem Kochen auch die Vorstellung der gastgebenden Stadt und Region eine der zentralen Säulen des Formats.